# Sebastián Valdomir
Carlos Sebastián Valdomir Muslera (Montevideo, 1979) es un sociólogo y político uruguayo perteneciente al Movimiento de Participación Popular.

## Biografía
Nacido en La Comercial. Está casado y tiene dos hijos. Sus padres, oriundos de Rivera, son votantes del Partido Nacional.
Estudió sociología en la UdelaR, graduándose en 2004. Posteriormente cursa una maestría en Historia Política.
En 2019 fue electo diputado suplente de Alejandro "Pacha" Sánchez; cuando este asumió como senador, Valdomir ocupó el escaño. Reelecto en 2024, el 15 de febrero de 2025 fue elegido Presidente de la Cámara de Representantes.
Fue además coordinador de la Bancada Progresista del Parlamento del Mercosur y asesor en relaciones internacionales en la Intendencia de Montevideo.